# 多度稲荷神社
多度稲荷神社（たどいなりじんじゃ）は、三重県桑名市多度町にある神社。
江戸時代、伏見稲荷大社より勧請されて祀られる。多度稲荷神社の御朱印は、多度大社の参集殿でいただくことができる。
なお、愛宕神社の御朱印は毎月の１日のみ、多度稲荷神社で頂けるとのことです。

## 祭神
宇迦之御魂大神(うかのみたまのおおかみ)

## 歴史
元治元年（1864年）、多度の庄屋が伏見稲荷大社に参拝し、七日七夜の行を修め分霊を拝戴して、現在の場所にお祀りしたのが始まり。その後暫く愛宕神社に合祀されていたが、勧請100年を記念して昭和40年（1965年）8月に元の地(現在地)に分遷される。